# Libertad (película de 2012)
Libertad es una película paraguaya de drama histórico dirigida por Gustavo Delgado (1971-2015), estrenada el 11 de mayo de 2012, en cines de Paraguay.

## Sinopsis
Francisco es un niño de 13 años, quien pierde a su padre en la Batalla de Tacuarí. Allí los milicianos paraguayos derrotan a las tropas del General Manuel Belgrano.
Un joven Capitán, Pedro Juan Caballero también pierde a su padre en aquella misma batalla. Él conoce a Francisco y luego de saber que el niño queda desamparado, decide traerlo a Asunción.
Mientras tanto, en Asunción, se inicia la conspiración contra el Gobernador Velasco y el poder de la Corona española que este representa. Velasco recibe constantes informes sobre la conspiración, y en su desesperación al no poder recibir ayuda desde España decide buscar el apoyo de los portugueses.
Los portugueses llegan a Asunción, e inmediatamente se entrevistan con Velasco. Pedro Juan Caballero, al enterarse de la situación de los patriotas, llama a los involucrados a una reunión de urgencia.
Caballero se hace cargo de las operaciones militares apoyado por Mauricio José Troche. Este último y sus 34 curuguateños son considerados como la fuerza principal de la revolución. Francisco y Mariana son entonces depositarios de una misión importante; la de mantener la comunicación entre los patriotas.
En una noche larga y tensa los revolucionarios se apoderan de cuarteles y armas. Pedro Juan Caballero rodea la casa del Gobernador y le intima rendición.
Los patriotas se juegan al todo o nada y son conscientes de que si fracasan, su castigo sería una muerte segura. Caballero amenaza con cañonear la casa de Gobierno y tras horas de discusión, Velasco finalmente se rinde. La población sale a las calles a festejar.

## Producción
El filme se centra en la figura histórica del capitán Pedro Juan Caballero  –interpretado en el filme por el actor Joaquín Serrano–, uno de los próceres de la gesta independentista de mayo de 1811; y en la figura ficticia de Francisco (Santiago Amarilla) y Mariana (Andrea Sosa), dos jóvenes que se involucran en la revolución al convertirse en los portadores de los mensajes entre los sublevados.
Alrededor de estos personajes aparecen otras figuras históricas como Vicente Ignacio Iturbe (Bruno Sosa Bofinger), Fulgencio Yegros (Rafael Alfaro), el gobernador español Bernardo de Velasco (José Gentile); José Gaspar Rodríguez de Francia (Jorge Ramos). Fiorella Migliore y Lourdes Llanes, entre otros, completan el elenco del filme.
El rodaje utilizó la cámara Red One Mysterium X, y se realizó en dos meses, en locaciones de Campamento Cerro León de la ciudad de Pirayú, Yaguarón, Luque y Areguá; e involucró a 500 extras en ciertas escenas.
El DVD fue lanzado el 13 de mayo de 2013, en conjunto con el diario Última Hora.

## Taquilla
La película superó el récord de María Escobar (2002), de Galia Giménez, estimado en 25 mil espectadores, al acumular un total de 36.808 espectadores en el circuito comercial, según reporte de Ultracine. La cifra de "Libertad" fue superada por las producciones paraguayas 7 cajas, de Juan Carlos Maneglia y Tana Schémbori, en agosto de 2012; por Los Buscadores (2017), de la dupla Maneglia-Schémbori; y por Leal, solo hay una forma de vivir (2018), de Pietro Scappini y Rodrigo Salomón. Se ubica en el cuarto puesto de las películas paraguayas más taquilleras.